# آیکو هایاشی
آیکو هایاشی (انگلیسی: Aiko Hayashi؛ زادهٔ ۱۷ نوامبر ۱۹۹۳) ورزشکار ورزش شنا اهل ژاپن است.
وی در مسابقات کشوری و بین‌المللی در مجموع برندهٔ ۴ مدال طلا، ۳ مدال برنز شده‌است.